# András Ferenc (filmrendező)
András Ferenc (Budapest, 1942. november 24. – Budapest, 2024. április 25.) a Nemzet Művésze címmel kitüntetett, Kossuth-díjas és Balázs Béla-díjas magyar filmrendező, forgatókönyvíró, producer.

## Életpályája
Szülei András Ferenc és Csiszár Anna. 1960–1962 között fizikai és irodai munkásként dolgozott. 1962–1966 között a Magyar Televízió ügyelője és rendezőasszisztense volt. 1965–1968 között a Mafilm I. stúdiójánál volt rendezőasszisztens. 1969–1973 között a Színház- és Filmművészeti Főiskola hallgatója volt. 1973 óta rendező, a Dialóg Filmstúdió igazgatója. 1998-tól a Duna Televízió szinkronstúdiójának vezetője volt.
Mivel aláírta a Charta77-t, ezért munkássága egy ideig akkor parkolópályára került.
2024 áprilisában kórházba került, majd elhunyt. Halálhírét a Savaria Filmszemlén jelentették be, melynek kezdetek óta zsűritagja volt.

## Magánélete
1973-ban házasságot kötött Major Klárával. Egy lánya van; Róza Laura. Előbb Balatonszepezden, majd Kővágóörsön telepedett le.

## Filmjei

### Rendezőként
- Árvíz (1970)
- Férfijáték (1971)
- Szervezés kérdése (1972)
- Dózsa népe (1973)
- Magyarország 1849 (1975)
- Magellán (1977)
- Tüzek, tűzkatasztrófák (1977)
- Veri az ördög a feleségét (1977) (forgatókönyvíró is)
- Végkiárusítás (1978) (forgatókönyvíró is)
- A luxusvilla titka (1979)
- A Szent Korona története (1980)
- A legnagyobb sűrűség közepe (1981)
- Dögkeselyű (1982) (forgatókönyvíró is)
- A japán szalon (1983)
- Bubi (1983)
- Névnap (1984)
- Postarablók (1985) (forgatókönyvíró is)
- A nagy generáció (1985)
- A kárókatonák még nem jöttek vissza (1985) (forgatókönyvíró is)
- Pódium (1986)
- Ítéletidő (1988)
- Vadon (1988) (forgatókönyvíró is)
- Családi kör (1989-1990) (forgatókönyvíró is)
- A bankár és a város (1992)
- Hajnalban meghalnak az álmok (1993)
- Törvénytelen (1995) (forgatókönyvíró és producer is)
- A fehér foltok magyarjai (1997)
- Egy évad a pokolban (1999)
- Családi album (1999-2001) (forgatókönyvíró is)
- Testvérek, Kincsesek (2002)
- A Szent Lőrinc folyó lazacai (2003) (forgatókönyvíró is)
- A bölcs hazája (2003)
- Morfium (2005)
- Európa oszlopai (2005)

### Forgatókönyvíróként
- Sortűz egy fekete bivalyért (1985)
- A főügyész felesége (1990)
- Az utolsó nyáron (1991)

### Producerként
- Túlvilági beszélő (1992)
- A csalás gyönyöre (1992)
- Ördög vigye (1992)
- Jobb szépnek és gazdagnak lenni (1993)

### Rendezőasszisztensként
- Utószezon (1966)
- A Pál utcai fiúk (1969)
- Egy kis hely a nap alatt (1973)
- A magyar ugaron (1973)
- Holnap lesz fácán (1974)
- Szarvassá vált fiúk (1974)

## Kötetei
- Még mindig veri az ördög a feleségét. András Ferenc filmrendező; szerk. Kelecsényi László, előszó Zalán Vince, interjúk Ozsda Erika; Magyar Filmtörténeti Fotógyűjtemény Alapítvány, Bp., 2006
- Végkiárusítás. András Ferenc filmrendező; interjúk, bev., vál. Barabás Klára; MMA, Bp., 2020

## Díjai, elismerései
- A kőszegi ifjúsági filmfesztivál nagydíja (1973)
- a filmkritikusok nagydíja (1978)
- Karlovy Vary-i fődíj (1978)
- Balázs Béla-díj (1978)
- a kairói fesztivál nagydíja (1982)
- A kőszegi ifjúsági filmfesztivál fődíja (1983)
- bergamói Bronz Rózsa-díj (1987) A nagy generáció
- strasbourg-i nagydíj (1987)
- Érdemes művész (1988)
- Szkíta Aranyszarvas díj (2011)
- Kossuth-díj (2013)
- A Nemzet Művésze (2021)
- A Magyar Filmakadémia életműdíja (2022)
- Magyar Örökség díj (2025)[6]